# Harriet Kerr
Harriet Kerr (1859–1940) est une suffragette britannique qui exerce la fonction d'agent administratif dans la Women's Social and Political Union.

## Biographie
Harriet Kerr est née en 1859. Son père est professeur d'archéologie au King's College de Londres.
Harriet Kerr dirige une agence de secrétariat assez prospère dans Londres. En 1906, elle décide de quitter son agence pour se consacrer à la campagne menée par la Women's Social and Political Union. Elle devient directrice administratif au WSPU de Clement's Inn. Son rôle est uniquement administratif, elle ne participe pas aux actions militantes. Elle supervisait les bénévoles et encadrait les nouvelles recrues. On lui doit par exemple le recrutement de Charlotte Marsh.

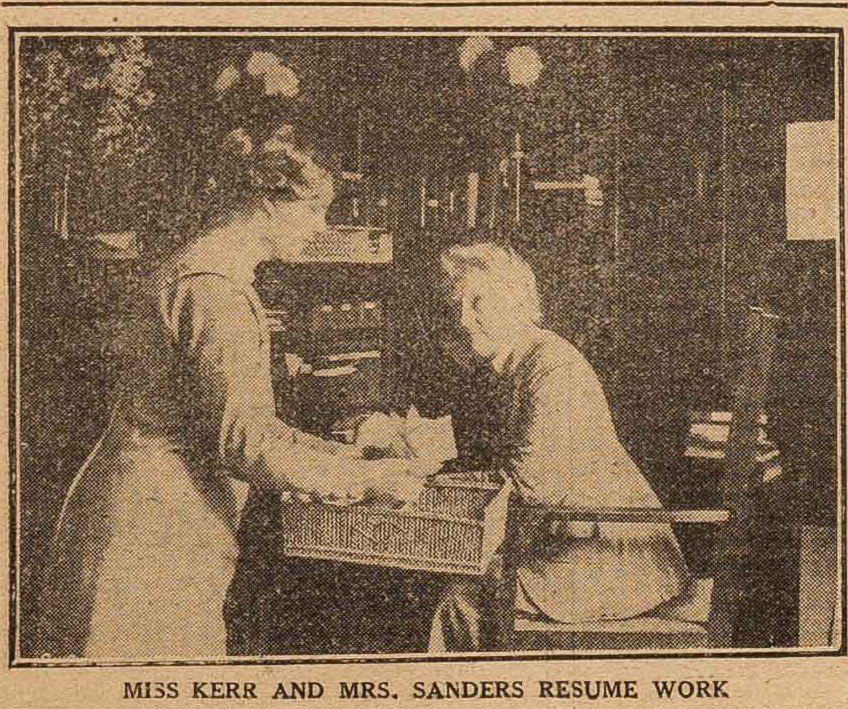
Les suffragettess Harriet Kerr et Beatrice Sanders dans les bureaux de la Women's Social and Political Union (WSPU), extrait de The Suffragette, 3 octobre 1913

Le 30 avril 1913, au cours d'une descente de police, toutes les personnes présentes au siège social de la WSPU sont arrêtées, incluant Beatrice Sanders, Rachel Barrett, Flora Drummond, Annie Kenney, Agnes Lake et Harriet Kerr,.
Elle n'a jamais participé aux actions des suffragettes, mais elle est condamnée à 12 mois de prison avec travaux forcés pour « incitation à la destruction de bien public ».
En prison, elle fait la grève de la faim jusqu'en juin 1913 où son état de santé oblige les autorités à la libérer provisoirement dans le cadre du Cat and Mouse Act. Il est probable qu'elle soit également décorée d'une Hunger Strike Medal. Elle séjourne à Hook Cottage à Billingshurst, dans le Sussex, pour récupérer.
En octobre 1913, la police revient l'arrêter pour terminer de purger sa peine. Les policiers se présentent au siège de la WPSU où elle a repris son poste. Ils arrêtent également Beatrice Sanders elle aussi en liberté provisoire. Annie Ford, Emma Birchell et Alice Virtue qui tentent de s'interposer sont conduites au poste de police. Elles sont libérées après avoir payé une amende de 40 shillings chacune.
Harriet Kerr termine de purger sa peine. Après sa sortie de prison définitive, elle est placée en liberté surveillée pour 12 mois. La grève de la faim a eu un tel impact sur sa santé qu'elle est obligé d'interrompre ses activités militantes avec la WSPU. Elle reste cependant sympathisante du mouvement, par exemple elle est collectrice et trésorière du fond de collecte qui a pour objectif de payer l'accompagnement pour la maladie d'Emmeline Pankhurst.
Lors du décès d'Emmeline Pankhurst le 14 juin 1928, Kitty fait partie des porteurs du cercueil, avec également Georgina Brackenbury, Marie Brackenbury, Marion Wallace Dunlop, Katherine Marshall, Marie Naylor, Ada Wright et Barbara Wylie.
Harriet Keller meurt en 1940. Elle a pour unique héritière sa nièce.